# Fabian Rosenquist
Fabian Rosenquist, född 1 april 1991, är en svensk friidrottare (tiokamp) tävlande för GoIF Tjalve. Han vann SM-guld i tiokamp år 2012 och 2014.
Rosenquist tävlade i tiokamp vid U23-EM 2013 i Tammerfors och kom in på en fin femteplats med 7 738 poäng.
Vid Inomhus-EM 2013 i Göteborg kom Rosenquist på en sjätteplats i sjukamp med personrekordet 5 979 poäng.
Rosenquist deltog vid EM i Zürich 2014 men hamnade med 7 546 poäng på nittonde och sista plats av de som fullföljde tävlingen.

## Personliga rekord
| Utomhus - 100 meter – 11,01 (Ribeira Brava, Portugal 5 juli 2014) - 200 meter – 22,50 (Sollentuna 11 augusti 2012) - 400 meter – 48,17 (Tammerfors, Finland 11 juli 2013) - 1 500 meter – 4:23,63 (Ribeira Brava, Portugal 6 juli 2014) - 1 500 meter – 4:22,63 (Kopavogur, Island 14 juni 2009) - 110 meter häck – 14,77 (Halmstad 6 juli 2013) - 400 meter häck – 53,05 (Falun 21 augusti 2010) - Höjd – 2,04 (Tammerfors, Finland 11 juli 2013) - Stav – 4,80 (Ribeira Brava, Portugal 6 juli 2014) - Längd – 7,52 (Tammerfors, Finland 11 juli 2013) - Kula – 13,17 (Huddinge 8 juni 2013) - Diskus – 41,72 (Huddinge 9 juni 2013) - Spjut – 52,34 (Ribeira Brava, Portugal 6 juli 2014) - Tiokamp – 7 844 (Ribeira Brava, Portugal 6 juli 2014) | Inomhus - 60 meter – 7,00 (Göteborg 2 mars 2013) - 200 meter – 22,96 (Norrköping 6 januari 2015) - 400 meter – 49,50 (Sätra 20 februari 2011) - 1000 meter – 2:38,14 (Göteborg 3 mars 2013) - 60 meter häck – 8,24 (Växjö 10 februari 2013) - Höjd – 2,02 (Göteborg 2 mars 2013) - Stav – 4,80 (Göteborg 3 mars 2013) - Längd – 7,53 (Göteborg 2 mars 2013) - Kula – 13,41 (Göteborg 10 mars 2012) - Sjukamp – 5 979 (Göteborg 3 mars 2013) |